# Álvar Pérez Osorio (m. 1471)
Álvar Pérez Osorio (c. 1430–Sarria, 1471), ricohombre leonés  miembro de la casa de Osorio, era hijo de Pedro Álvarez Osorio, conde de Trastámara, y de Isabel de Rojas, señora de Cepeda.
Fue conde de Trastámara, marqués de Astorga y señor del condado de Villalobos y de otras muchas villas, miembro del Consejo Real y alférez mayor del pendón de la divisa del rey.
Era descendiente del conde Osorio Martínez y del linaje medieval de los Flaínez.

## Esbozo biográfico
El primer marqués de Astorga, Álvar Pérez Osorio, fue el hijo primogénito de Pedro Álvarez Osorio, I conde de Trastámara y de su primera esposa Isabel de Rojas Manrique. Su padre y varios de sus antepasados ocuparon cargos relevantes en la ciudad de Astorga y ejercieron el «control de los resortes claves del gobierno de la ciudad». Sucedió a su padre en varios de sus señoríos así como en el condado de Trastámara, del cual fue el segundo titular. Sus señoríos incluían el condado de Villalobos, Valderas, Roales, Valdeconcillo, Fuentes de Ropel, Valdunquillo, Castroverde, Vecilla, así como otros lugares.
El rey Enrique IV de Castilla, de quien fue su alférez mayor, el 16 de julio de 1465 le concedió el señorío jurisdiccional de Astorga y su alfoz, con el título de marqués de Astorga. Antes de otorgarle este título, el monarca le había dado la opción de elegir entre Astorga, Lugo y La Coruña. A pesar de sus dominios en tierras gallegas, eligió Astorga debido a los problemas que había tenido su padre por la oposición del conde de Lemos así como de parte de la nobleza gallega cuando pretendió y fracasó en el intento de convertir a uno de sus hijos—Luis Osorio, quien después fue nombrado obispo de Jaén—en arzobispo de Santiago de Compostela. Se enfrentó con la oposición de los condes de Benavente y de Luna así como de otros nobles que se aliaron en una confederación aunque después firmaron una tregua y pudo tomar posesión de su marquesado de Astorga.
El 1 de octubre de 1469, encontrándose en la ciudad de Sarria, otorgó testamento y fundó un mayorazgo en su hijo primogénito. Falleció a finales de 1471 en la misma ciudad a causa de la peste. Recibió sepultura en la Catedral de Astorga.

## Matrimonio y descendencia
Contrajo matrimonio en 1465 con Leonor Enríquez, hija de Fadrique Enríquez, almirante de Castilla, y de su segunda esposa Teresa de Quiñones. Nacieron varios hijos de este matrimonio, todos menores de edad a la muerte de su padre, que tuvieron como tutores a sus tíos, Diego y Luis Osorio, el obispo de Jaén, quien gobernó el condado durante la minoría de edad del primogénito y II marqués de Astorga:
- Pedro Álvarez de Osorio, esposo de Beatriz de Quiñones, hija de Diego Fernández de Quiñones, I conde de Luna, y Juana Enríquez de Guzmán.

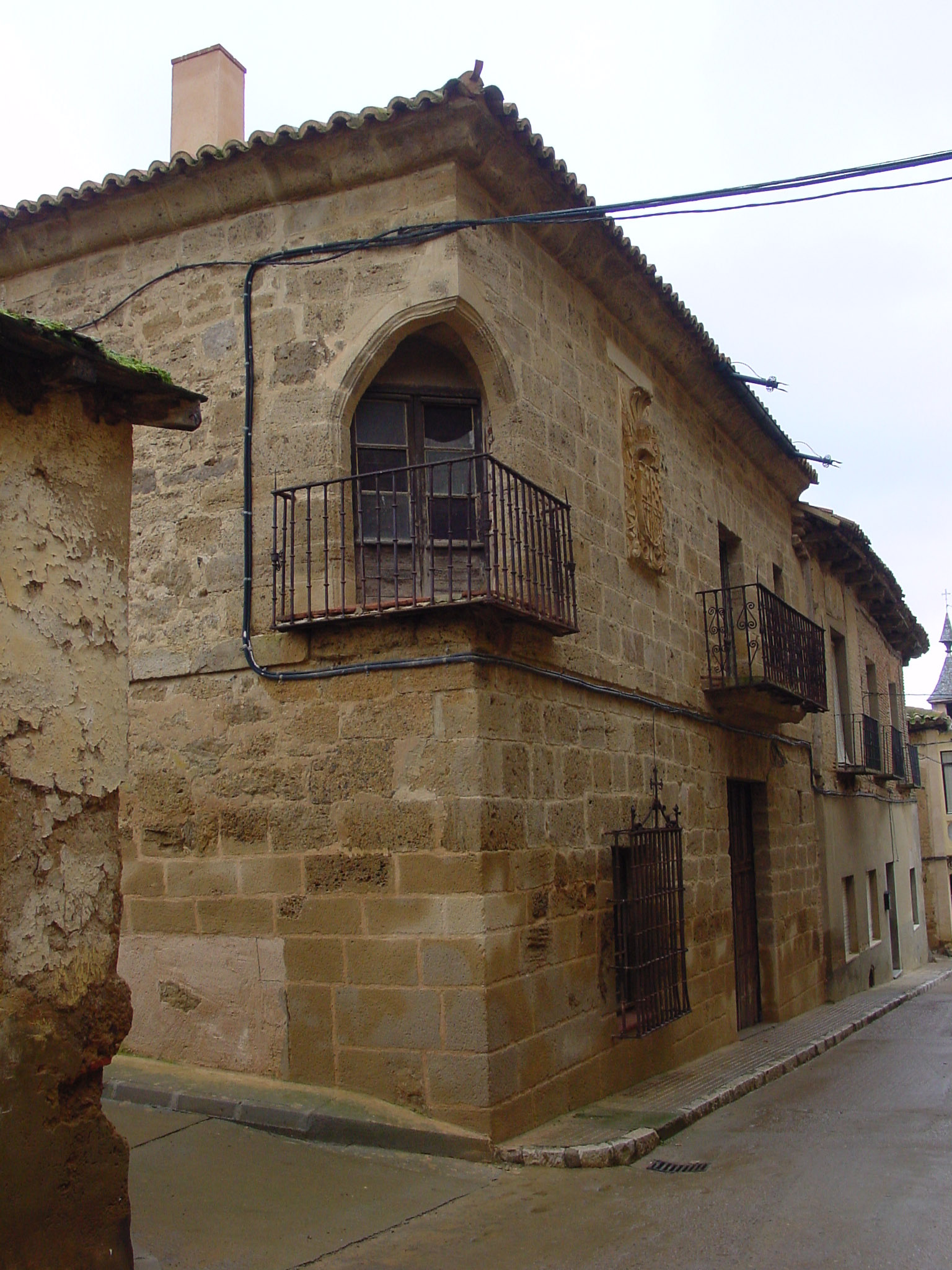
Casa solariega de Álvar Pérez Osorio en Valderas.